# Shadow Hearts (videogioco)
Shadow Hearts (シャドウハーツ?, Shadōhātsu) è un videogioco di ruolo, appartenente alla serie omonima, sviluppato per PlayStation 2 da Sacnoth nel 2001. È il secondo della serie, successore di Koudelka di cui utilizza varie ambientazioni e personaggi. Il protagonista, Yuri Hyuga, guidato da una misteriosa voce nella sua testa, si trova catapultato nei conflitti avvenuti subito prima della prima guerra mondiale, e dovrà salvare il mondo e la donna che ama.

## Trama
Ambientato nel 1913, il gioco comincia con antefatti violenti, in quanto un uomo di chiesa è stato ucciso sventrato in un vicolo di una città francese. La figlia sta venendo scortata dalle forze dell'ordine al sicuro su un treno in Cina ma un malvivente dotato di poteri magici la rapisce ma un misterioso ragazzo accorre e nel tentativo di salvarla la sua abilità di combattimento non si dimostra sufficiente, ma con l'aiuto di un misterioso potere lucente sprigionato dalla ragazza si salvano saltando giù dal treno e ritrovandosi soli in una foresta di notte.

## Modalità di gioco
Si tratta di un classico gioco GdR, la cui meccanica consiste solo nello spostarsi nell'ambiente e nel combattere contro i nemici. Fuori dai combattimenti il personaggio controllabile può solo spostarsi camminando e interagire con gli oggetti e le persone. Nei combattimenti si agisce per turno eseguendo una singola mossa, se possibile.